# Land Kranenburg
Das Land oder Amt Kranenburg war ein Verwaltungsbezirk im Nordwesten der Grafschaft bzw. Herzogtums Kleve. Der Mittelpunkt war die Burg, bzw. die Stadt Kranenburg.

## Geschichte
Die Anfänge des Landes Kranenburg liegen im frühen 14. Jahrhundert. Zwar war Kranenburg schon unter Dietrich Luf, einem jüngeren Bruder Graf Dietrichs V./VII. von Kleve zwischen 1255 und 1277 getrennt von der Grafschaft Kleve verwaltet worden, doch dürfte die Ausbildung des territorialen Distrikts erst auf Herrn Gerhard von Horn zurückgehen. Er hatte Kranenburg zwischen 1312 und 1318 als Mitgift seiner Frau Irmgard, Tochter Graf Dietrichs VI./VIII. von Kleve erhalten. 1331 wird der Bezirk noch als heerschape van Cranenborgh bezeichnet, ab 1343 heißt er kontinuierlich „Land Kranenburg“. Seit 1395 werden die Bezeichnungen „Land Kranenburg“ und „Amt Kranenburg“ in unregelmäßigem Wechsel verwandt.
Neben der Stadt Kranenburg gehörten zum gleichnamigen Land noch die Orte Frasselt, Nütterden, Zyfflich und Wyler.
Nach dem Tod Gerhards von Horn 1330 folgte diesem sein Sohn Dietrich als Herr von Kranenburg. Als mit dem Tod seines Onkels, Graf Johann von Kleve 1368 das alte Klever Grafenhaus ausstarb, versuchte Dietrich, die Nachfolge anzutreten. Er konnte sich aber nicht gegen Adolf von der Mark durchsetzen und musste diesem 1370 gegen eine Entschädigung auch das Land Kranenburg abtreten. Seitdem blieb Kranenburg mit dem Klever Territorium vereinigt. Der Versuch, das Land Kranenburg aber auch dauerhaft mit dem zentralen Verwaltungsdistrikt Land Kleve zu verbinden, wurde schon Anfang des 15. Jahrhunderts wieder aufgegeben. Nach 1473 wurde das Land Kranenburg ständig in Personalunion mit dem Amt Düffel verwaltet. Sitz der Amtmänner war seit dem 16. Jahrhundert nicht mehr das Kranenburger Schloss, sondern Haus Germenseel.
Die Personalunion zwischen den Ämtern Kranenburg und Düffel bestand in der Frühen Neuzeit unverändert fort. Erst mit den Verwaltungsreformen unter Friedrich dem Großen 1753 änderten sich die administrativen Strukturen grundlegend; das Amt Kranenburg wurde damit aufgehoben.